# Sofia Okunevska
Sofia Okunevska, född 1865, död 1926, var en ukrainsk läkare.
Hon blev 1896 den första kvinnliga läkaren i sitt land. 
Hon är den första kvinnan i Galicien som fick ett gymnasiecertifikat och fick en universitetsutbildning. Hon är också den första kvinnliga doktorn i medicin och den första kvinnliga doktorn i Österrike-Ungern. 